# 487-й истребительный авиационный полк ПВО
487-й истребительный авиационный полк ПВО — воинское подразделение вооружённых сил СССР в Великой Отечественной войне.

## История
Полк сформирован приказом по 6-му истребительному авиационному корпусу ПВО № 0010 от 30 июля 1941 года в трёхэскадрильном составе на основе 2-й авиационной эскадрильи 34-го истребительного авиационного полка ПВО как 35-й истребительный авиационный полк ПВО. Надо иметь в виду, что в то же самое время в районе Батуми - Баку действовал ещё один 35-й истребительный авиационный полк ПВО. 13 августа 1941 года полк стал именоваться 419-й истребительный авиационный полк ПВО но уже 15 августа 1941 вновь стал 35-м полком. Только 28 сентября 1941 года, после переформирования, полк получил номер 487.
В составе действующей армии во время ВОВ c 8 августа 1941 по 21 сентября 1941 года и с 20 октября 1941 года по 9 октября 1943 года.
По состоянию на 8 августа 1941 года в полку наличии имелись 21 МиГ-3 и 1 УТИ-4. В этом составе полк, базируясь на аэродроме Суково, прикрывает Москву от налётов немецких бомбардировщиков. Ведёт бои в районе Подольска, Наро-Фоминска, Внуково
24 августа 1941 года перебазировался в двухэскадрильном составе (20 экипажей) под Ленинград и  вошёл в состав 7-го авиационного корпуса ПВО. Базируясь на аэродромах Шум, Выстав, Горелово, Подборовье, прикрывал с воздуха железнодорожные станции и участки железной дороги Мга - Волховстрой, Мга - Шлиссельбург. Ведёт бои в районе Мги, Киришей, Лезье, ЖихаревоК 7 сентября 1941 года в полку из 20 МиГ-3 оставались готовыми к вылетам 14 самолётов, остальные требовали ремонта. 9 сентября 1941 года группа из 7 самолётов перелетела на аэродром Горелово, в дальнейшем действовала отдельно от полка. 12 сентября 1941 года ещё пять лётчиков с самолётами покинули полк и вошли в состав 19-го истребительного полка. 14 сентября 1941 года остатки полка сгруппировались в Подборовье, боевых вылетов не совершали: последние оставшиеся 5 самолётов были отправлены в Череповец. 21 сентября 1941 года личный состав полка отбыл в Люберцы на переформирование.
В Люберцах на основе материальной части и эскадрильи лётчиков  565-го истребительного полка полк фактически заново был сформирован, получил номер 487 и отбыл в  Воронежа, куда прибыл в конце октября 1941 года. Базировался на аэродроме Осоавиахима на улице  Хользунова. Задачей полка было прикрытие Воронежа, сосредоточения войск на железнодорожном узле Валуйки, участка железной дороги Валуйки — Купянск, а также узлов Касторное, Лиски, Левая Россошь. C января 1942 года ведёт бои: в районе Песковатки, Липецка, Латной, Касторное, Воронежа, Новохопёрска, Коротояка. Так 4 июля 1942 года отражает налёт бомбардировщиков в районе Масловки, 5 июля 1942 года ведёт бой над Воронежем. С августа 1942 года до 1943 года в том числе вылетает на подступы к Сталинграду в район Калача, Верхнего Мамона. В июле 1942 года перебазировался дальше от линии фронта, оставив много неисправных МиГ-3, в связи с чем доукомплектовывался различными типами самолётов: Як-1, И-16, И-153, ЛаГГ-3. C июля 1942 года главной задачей полка была охрана железной дороги Балашов — Поворино — Сталинград. С июля 1942 года по 1943 год базируется на аэродроме Дуплятка вблизи Борисоглебска.
С весны 1943 года активно действует в районе Курск - Малоархангельск - Поныри. В июне 1943 года полк базировался на аэродроме Щигры c задачей прикрытия железной дороги на участке Щигры – Черемисиново. Участвует в отражении массированного налёта немецкой авиации на Курск 2 июня 1943 года. С августа по октябрь 1943 года полк базировался на аэродроме Льгов.
Преобразован Приказом НКО СССР № 299 от 9 октября 1943 года  в 146-й гвардейский истребительный авиационный полк ПВО

## Полное наименование
- 487-й истребительный авиационный полк противовоздушной обороны

## Подчинение
| Дата            | Фронт (округ)            | Армия                           | Корпус                                          | Дивизия                                      | Примечания          |
| --------------- | ------------------------ | ------------------------------- | ----------------------------------------------- | -------------------------------------------- | ------------------- |
| 01.08.1941 года | Московский военный округ | -                               | 6-й истребительный авиационный корпус ПВО       | -                                            | -                   |
| 01.09.1941 года | Ленинградский фронт      | -                               | 7-й истребительный авиационный корпус ПВО       | -                                            | -                   |
| 01.10.1941 года | -                        | -                               | -                                               | -                                            | на переформировании |
| 01.11.1941 года | Брянский фронт           | -                               | -                                               | 101-я истребительная авиационная дивизия ПВО | -                   |
| 01.12.1941 года | Юго-Западный фронт       | -                               | -                                               | 101-я истребительная авиационная дивизия ПВО | -                   |
| 01.01.1942 года | Юго-Западный фронт       | -                               | Воронежско-Борисоглебский дивизионный район ПВО | 101-я истребительная авиационная дивизия ПВО | -                   |
| 01.02.1942 года | Юго-Западный фронт       | -                               | Воронежско-Борисоглебский дивизионный район ПВО | 101-я истребительная авиационная дивизия ПВО | -                   |
| 01.03.1942 года | Юго-Западный фронт       | -                               | Воронежско-Борисоглебский дивизионный район ПВО | 101-я истребительная авиационная дивизия ПВО | -                   |
| 01.04.1942 года | Юго-Западный фронт       | -                               | Воронежско-Борисоглебский дивизионный район ПВО | 101-я истребительная авиационная дивизия ПВО | -                   |
| 01.05.1942 года | Юго-Западный фронт       | -                               | Воронежско-Борисоглебский дивизионный район ПВО | 101-я истребительная авиационная дивизия ПВО | -                   |
| 01.06.1942 года | Юго-Западный фронт       | -                               | Воронежско-Борисоглебский дивизионный район ПВО | 101-я истребительная авиационная дивизия ПВО | -                   |
| 01.07.1942 года | Юго-Западный фронт       | -                               | Воронежско-Борисоглебский дивизионный район ПВО | 101-я истребительная авиационная дивизия ПВО | -                   |
| 01.08.1942 года | Воронежский фронт        | -                               | Воронежско-Борисоглебский дивизионный район ПВО | 101-я истребительная авиационная дивизия ПВО | -                   |
| 01.09.1942 года | Воронежский фронт        | -                               | Воронежско-Борисоглебский дивизионный район ПВО | 101-я истребительная авиационная дивизия ПВО | -                   |
| 01.10.1942 года | Воронежский фронт        | -                               | Воронежско-Борисоглебский дивизионный район ПВО | 101-я истребительная авиационная дивизия ПВО | -                   |
| 01.11.1942 года | Воронежский фронт        | -                               | Воронежско-Борисоглебский дивизионный район ПВО | 101-я истребительная авиационная дивизия ПВО | -                   |
| 01.12.1942 года | Воронежский фронт        | -                               | Воронежско-Борисоглебский дивизионный район ПВО | 101-я истребительная авиационная дивизия ПВО | -                   |
| 01.01.1943 года | Воронежский фронт        | -                               | Воронежско-Борисоглебский дивизионный район ПВО | 101-я истребительная авиационная дивизия ПВО | -                   |
| 01.02.1943 года | Воронежский фронт        | -                               | Воронежско-Борисоглебский дивизионный район ПВО | 101-я истребительная авиационная дивизия ПВО | -                   |
| 01.03.1943 года | Воронежский фронт        | -                               | Воронежско-Борисоглебский дивизионный район ПВО | 101-я истребительная авиационная дивизия ПВО | -                   |
| 01.04.1943 года | Воронежский фронт        | -                               | Воронежско-Борисоглебский дивизионный район ПВО | 101-я истребительная авиационная дивизия ПВО | -                   |
| 01.05.1943 года | Воронежский фронт        | -                               | Воронежско-Борисоглебский дивизионный район ПВО | 101-я истребительная авиационная дивизия ПВО | -                   |
| 01.06.1943 года | Воронежский фронт        | -                               | Воронежско-Борисоглебский дивизионный район ПВО | 101-я истребительная авиационная дивизия ПВО | -                   |
| 01.07.1943 года | Западный фронт ПВО       | Воронежский корпусной район ПВО | 9-й истребительный авиационный корпус ПВО       | -                                            | -                   |
| 01.08.1943 года | Западный фронт ПВО       | Воронежский корпусной район ПВО | 9-й истребительный авиационный корпус ПВО       | -                                            | -                   |
| 01.09.1943 года | Западный фронт ПВО       | Воронежский корпусной район ПВО | 9-й истребительный авиационный корпус ПВО       | -                                            | -                   |
| 01.10.1943 года | Западный фронт ПВО       | Воронежский корпусной район ПВО | 9-й истребительный авиационный корпус ПВО       | -                                            | -                   |

## Командиры
| Звание         | Имя                      | Период                  | Примечание |
| -------------- | ------------------------ | ----------------------- | ---------- |
| Капитан, майор | Куреш Михаил Фёдорович   | 17.01.1942 — 16.11.1942 |            |
| Майор          | Фунтов Николай Фёдорович | 16.11.1942 — 28.02.1943 |            |
| Майор          | Зюзя Алексей Афанасьевич | 03.03.1943 — 16.07.1943 |            |
| Майор          | Фёдоров Иван Фёдорович   | 16.07.1943 — 09.10.1943 |            |

## Отличившиеся воины полка
| Награда | Ф.И.О.                         | Должность      | Звание            | Данные о вылетах | Дата награждения | Примечания                 |
| ------- | ------------------------------ | -------------- | ----------------- | ---------------- | ---------------- | -------------------------- |
|         | Красильников, Николай Петрович | командир звена | старший лейтенант | -                | 20.02.1942       | 29.08.1941 совершил таран. |
|         | Лукьянов, Анатолий Григорьевич | лётчик         | младший лейтенант | -                | 04.03.1942       | 03.01.1942 совершил таран  |
| -       | Орлов А.М.                     | лётчик         | старшина          | -                | -                | 26.06.1942 совершил таран. |
|         | Проскурин, Михаил Алексеевич   | лётчик         | старший лейтенант | -                | 14.02.1943       | 03.06.1942 совершил таран. |